# Шайдемантель, Карл
Карл Шайдемантель (нем. Karl Scheidemantel; 29 января 1859, Веймар — 26 июня 1923, Дрезден) — немецкий оперный певец (баритон), режиссёр и оперный директор.

## Биография
Сын придворного столяра-краснодеревщика из Веймара.
Ему покровительствовали Бодо Борхерс в Веймаре, Юлиус Штокхаузен во Франкфурте-на-Майне, а также Ференц Лист. Карл дебютировал в 1878 г. в придворном театре в Веймаре, где выступал до 1886 года. В 1886—1911 гг. пел в Дрезденской придворной опере. В 1884 году был удостоен звания придворного камерного певца Великого герцога Саксонии.
С 1884 года гастролировал в Милане, Лондоне, Вене и Берлине; в 1886, 1888, 1891 и 1892 гг. выступал на Байрёйтском фестивале. В европейских театрах, в том числе в Венской придворной опере, в апреле и мае 1890 года исполнял роли Гейлинга, Ренато, Зампы, Вольфрама, ди Луна и Сакса. В 1892 г. гастролировал в Ла Скала (Милан). Тесно дружил с Карлом Перроном.
В 1891 году купил в Дрездене виллу (на Штризенерплац, 8). В июне 1897 года в Анненкирхе (Дрезден) сочетался браком с Хедвигой Ленерт (нем. Hedwig Lehnert).
8 июня 1911 г. выступлением в роли Ганса Сакса в «Нюрнбергских мейстерзингерах» Вагнера завершил сценическую деятельность в Дрездене. Вернувшись в Веймар, преподавал (в числе его учеников — Герман Уде), работал в качестве режиссёра, переводчика оперных либретто.
В 1920—1922 гг. работал директором Дрезденской оперы.
Похоронен в Роще урн Толькевиц (Дрезден).

## Творчество
Репертуар составляли более 170 ролей, в числе которых:
- Ханс Гейлинг в одноимённой опере Г. Маршнера
- Ренато — «Бал-маскарад» Дж. Верди
- Вольфрам — «Тангейзер» Р. Вагнера
- Ганс Сакс — «Нюрнбергские мейстерзингеры» Р. Вагнера
- Ганс Сакс в одноимённой опере[нем.] А. Лорцинга
- Амфортас — «Парсифаль» Р. Вагнера
- Господин фон Фаниналь — «Кавалер розы» Р. Штрауса
- Зампа в одноимённой опере[нем.] Ф. Герольда
- Граф ди Луна — «Трубадур» Дж. Верди